# Falcade
Falcade is een gemeente in de Italiaanse provincie Belluno (regio Veneto) en telt 2175 inwoners (31-12-2004). De oppervlakte bedraagt 53,2 km², de bevolkingsdichtheid is 41 inwoners per km².
De volgende frazioni maken deel uit van de gemeente: Sappade, Caviola, Valt, Coste, Somor, Le fratte, Marmolada en Tabiadon.

## Demografie
Falcade telt ongeveer 962 huishoudens. Het aantal inwoners daalde in de periode 1991-2001 met 2,8% volgens cijfers uit de tienjaarlijkse volkstellingen van ISTAT.
| Jaar | Inwoneraantal |
| ---- | ------------- |
| 1991 | 2270          |
| 2001 | 2207          |

## Geografie
De gemeente ligt op ongeveer 1165 m boven zeeniveau.
Falcade grenst aan de volgende gemeenten: Canale d'Agordo, Moena (TN), Rocca Pietore, Soraga (TN) en Tonadico (TN).

## Galerij

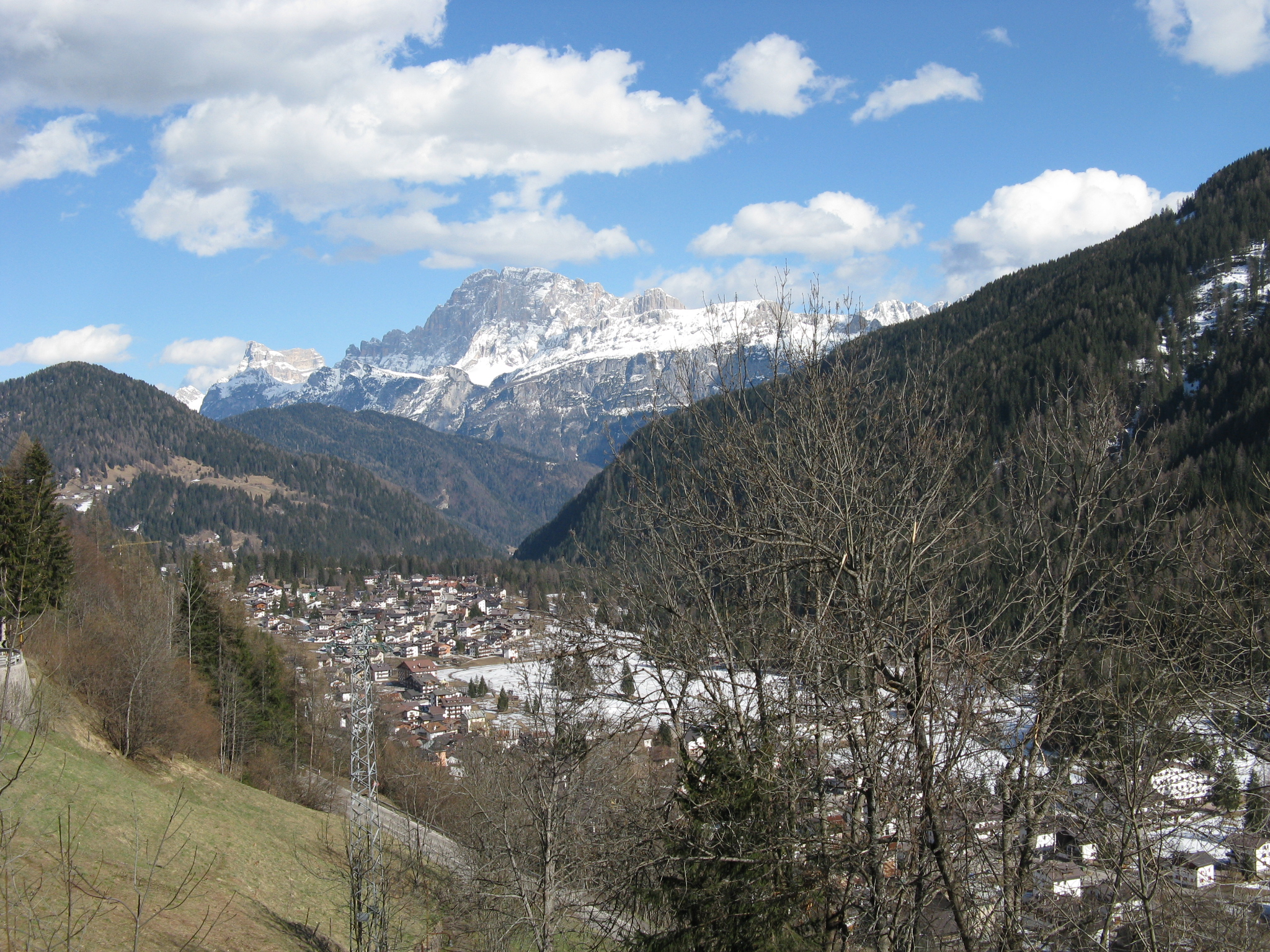
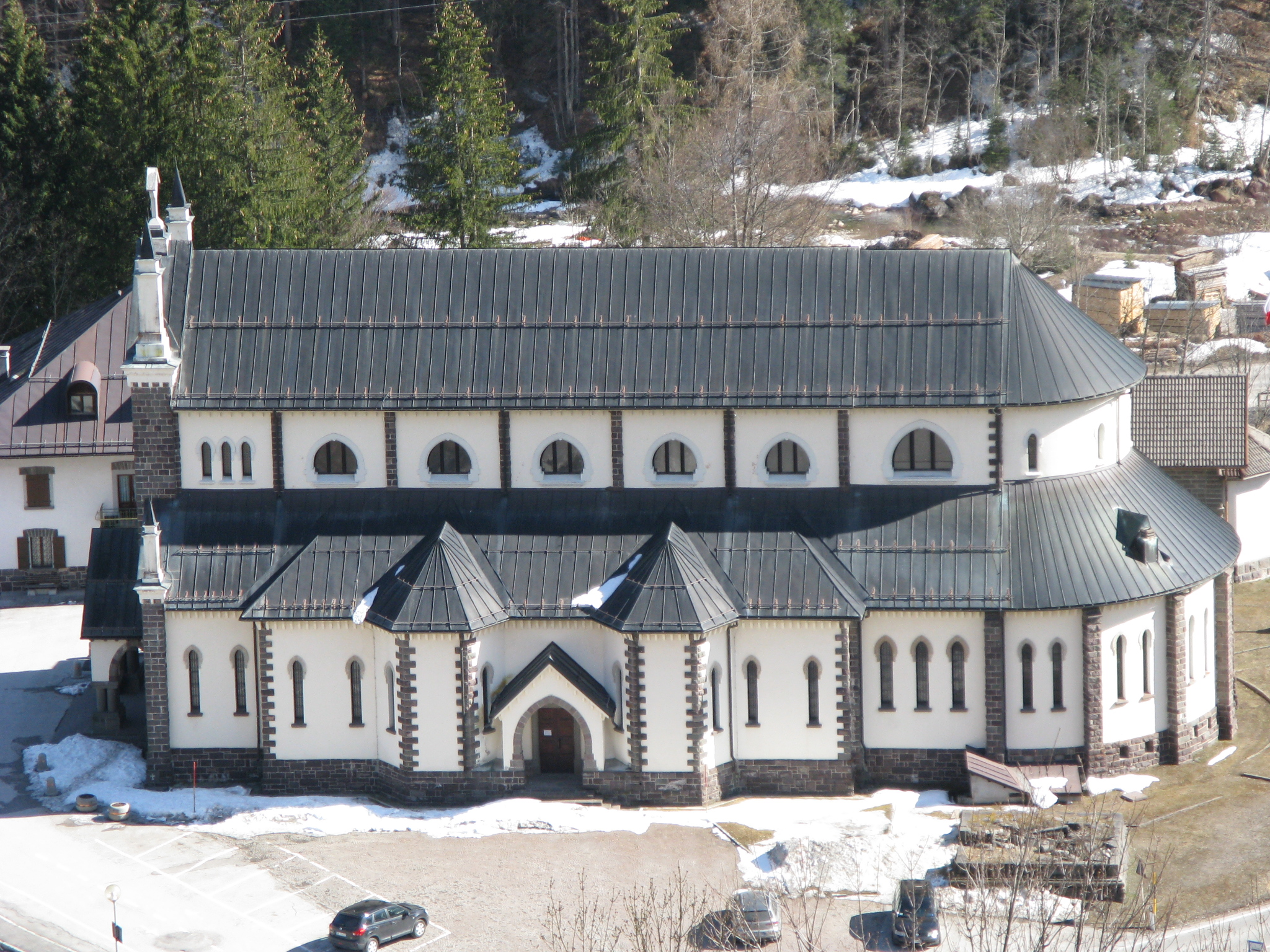
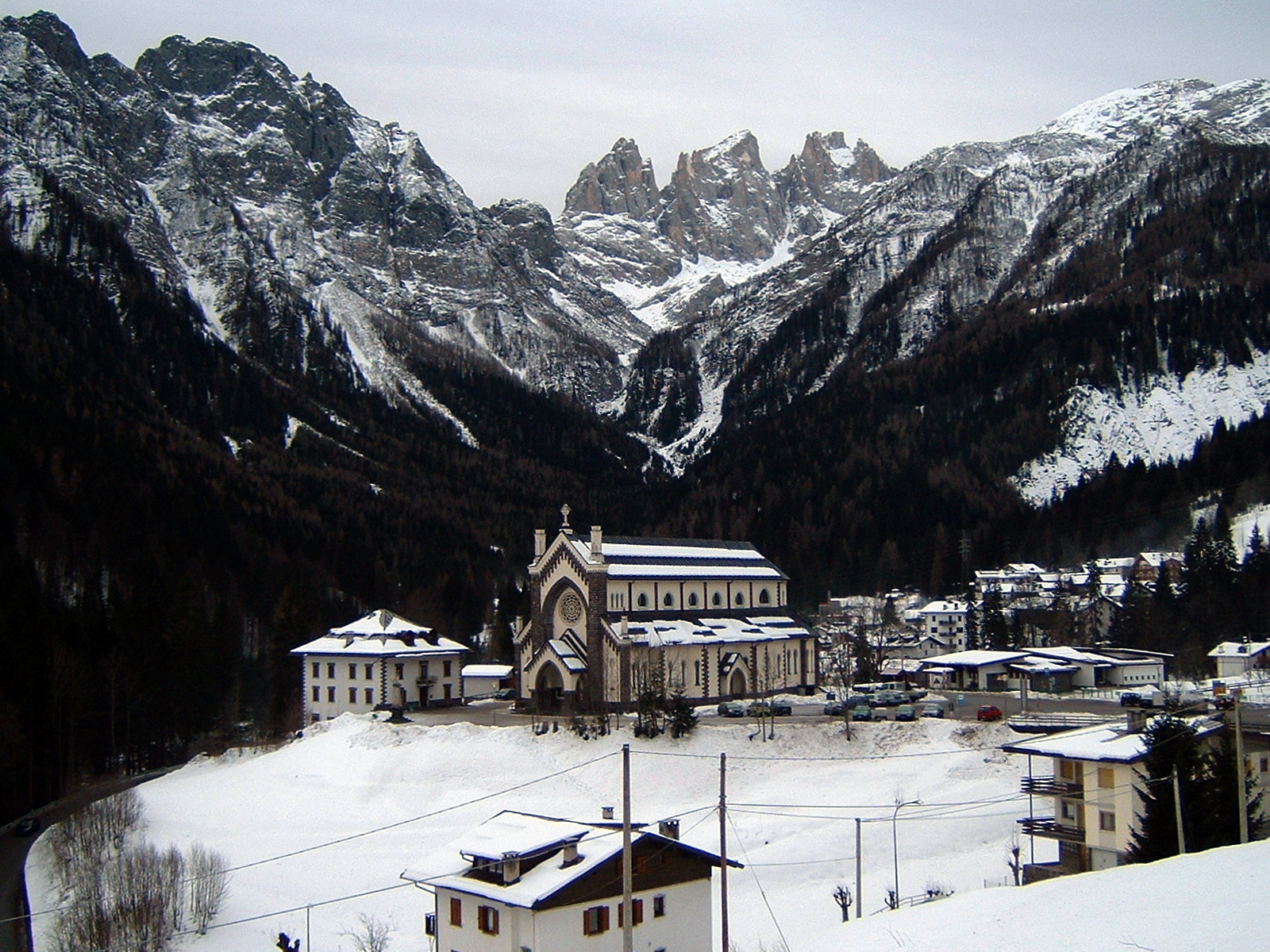
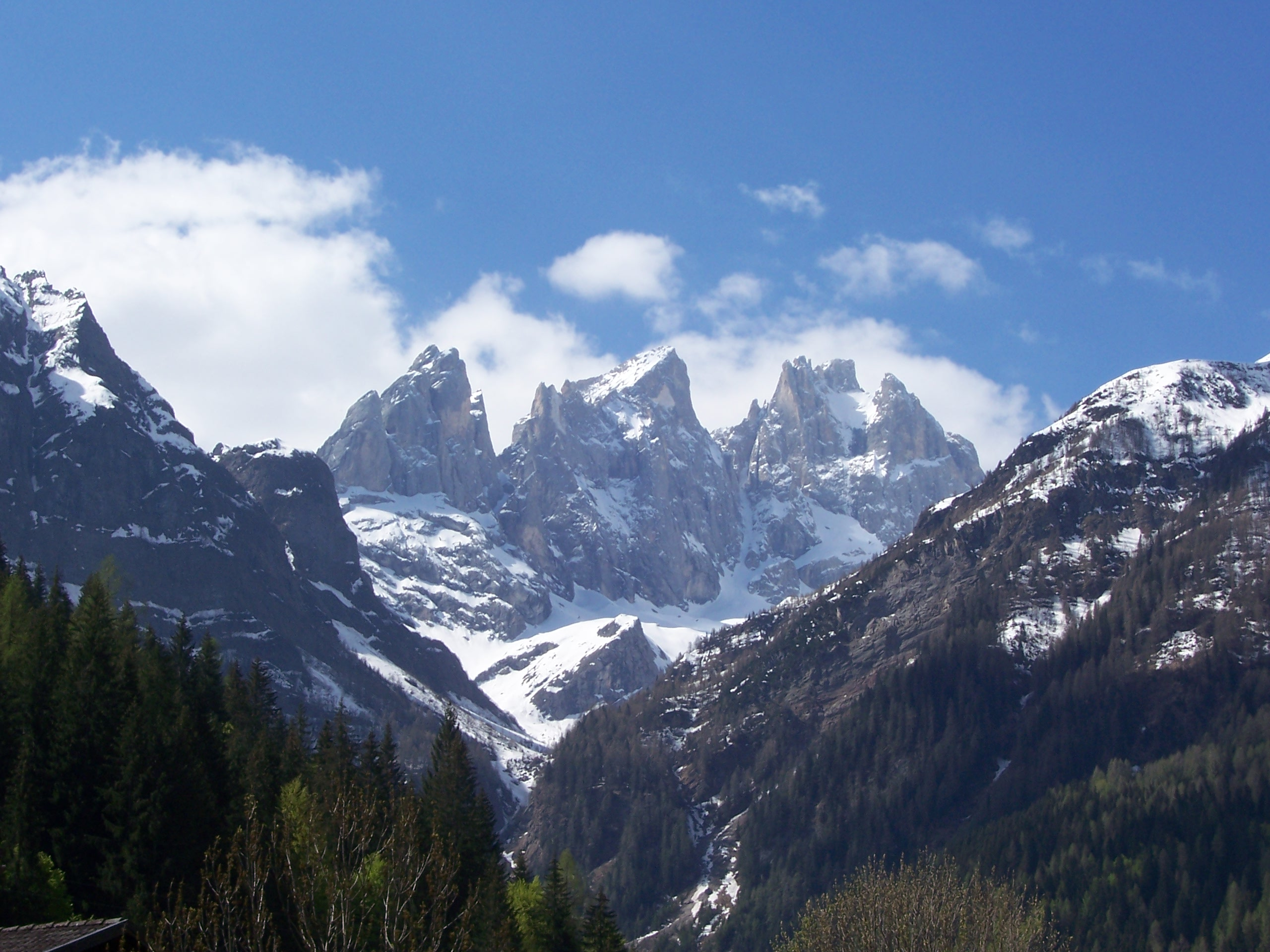
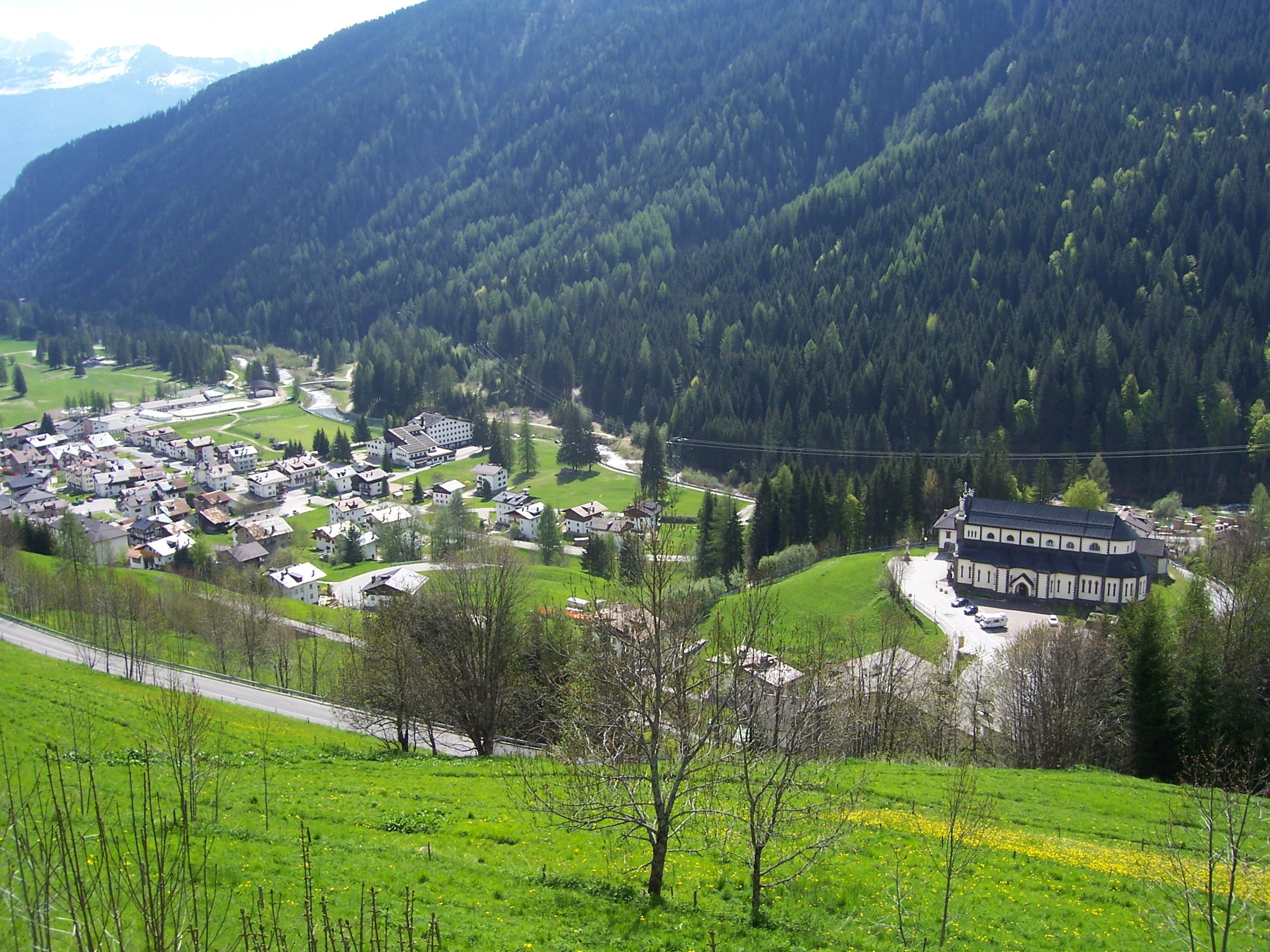
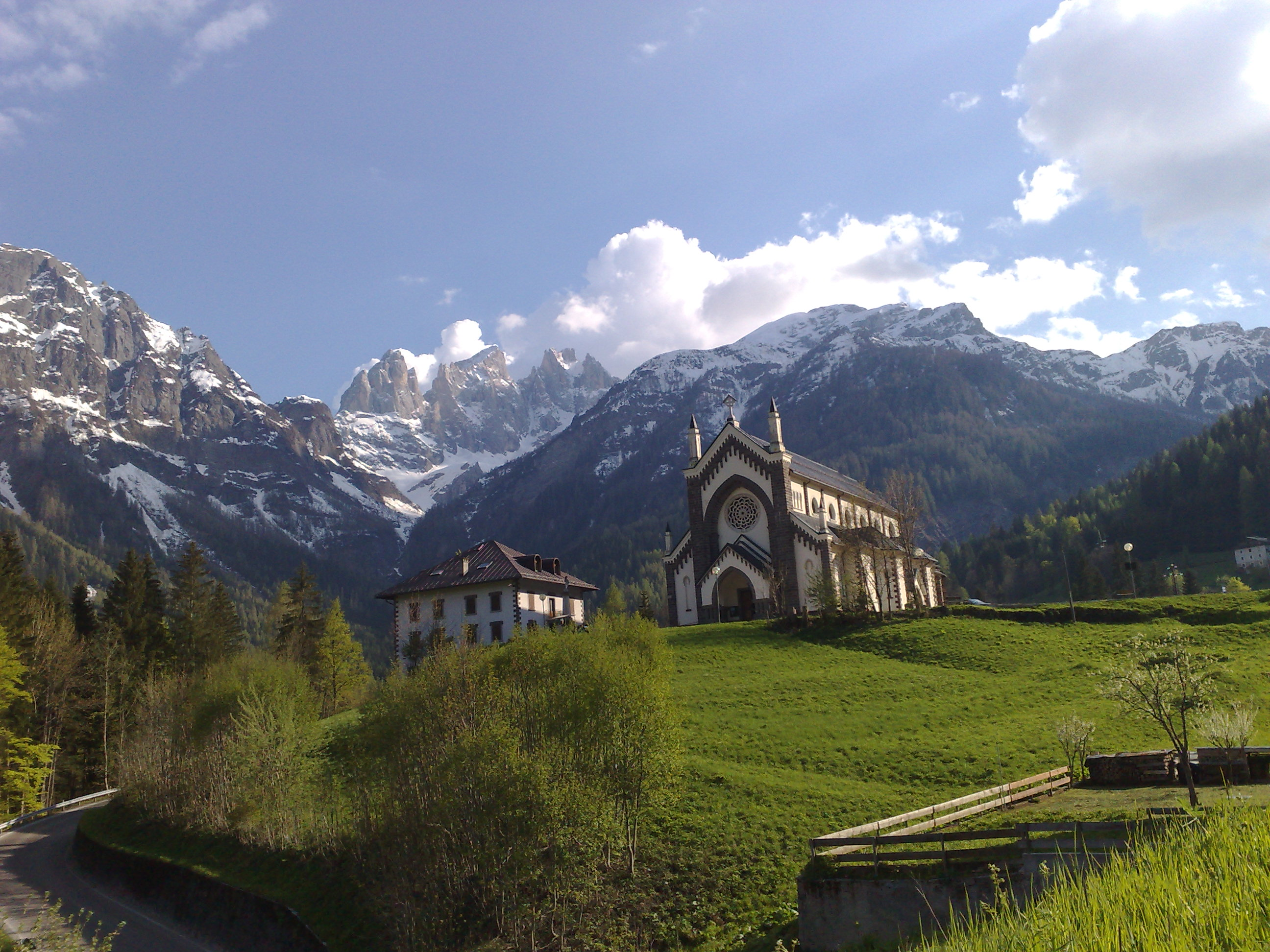